# バーダレン地すべり
バーダレン地すべり（バーダレンじすべり、ノルウェー語: Verdalsraset, 英: the Verdalen landslide または the Verdal landslide）は、ノルウェーのヌール・トロンデラーグ県（現在のトロンデラーグ県）のバーダレン（現在のヴァダル）で1893年5月19日に発生した地すべりである。

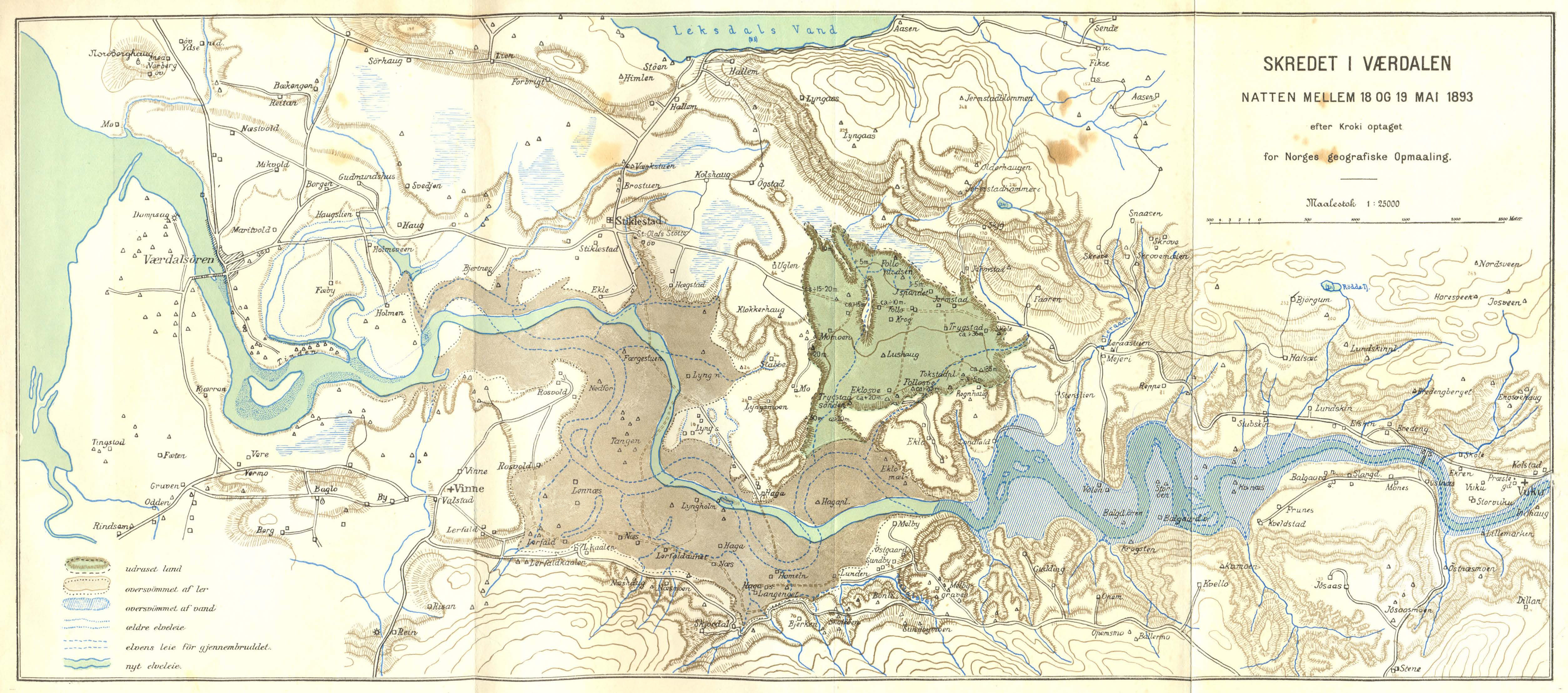
地すべり区域の地図

## 概要
5月19日の午前0時30分に、Verdalselva 川の北、スティクルスタードの東で発生した。地すべりは、およそ1時間程度継続した。計3回の地すべりが発生し、そのうち最も規模が大きいのは3回目の地すべりである。地すべりは、時速およそ60キロメートルの速度であったと推定されている。
地すべり面積は、およそ300万平方メートルであり、崩壊した土砂の量は、およそ5500万立方メートルとされている。クイック・クレイと呼ばれる軟弱な粘土が堆積してできた地盤が、河川による浸食作用によって崩壊し、地すべりが発生したものとされている。
崩壊した区域における地表面の傾斜角度は、10度未満であった。地すべり発生区域には、250人の住民がいた。1894年には、地すべりで犠牲になった人々を悼む慰霊碑が設けられた。

## 被害
この地すべりによって116人が死亡した。そのうちの112人は地すべりが発生した日のうちに死亡し、残りの4人は負傷のために後日死亡した。数百人の人が住宅を喪失した。破壊された農場の数は105に上った。犠牲になった家畜の数については、およそ600とする文献もあれば、数千とする文献もある。バーダレンは、全域にわたって浸水被害が発生した。